# Schloss Wolfpassing

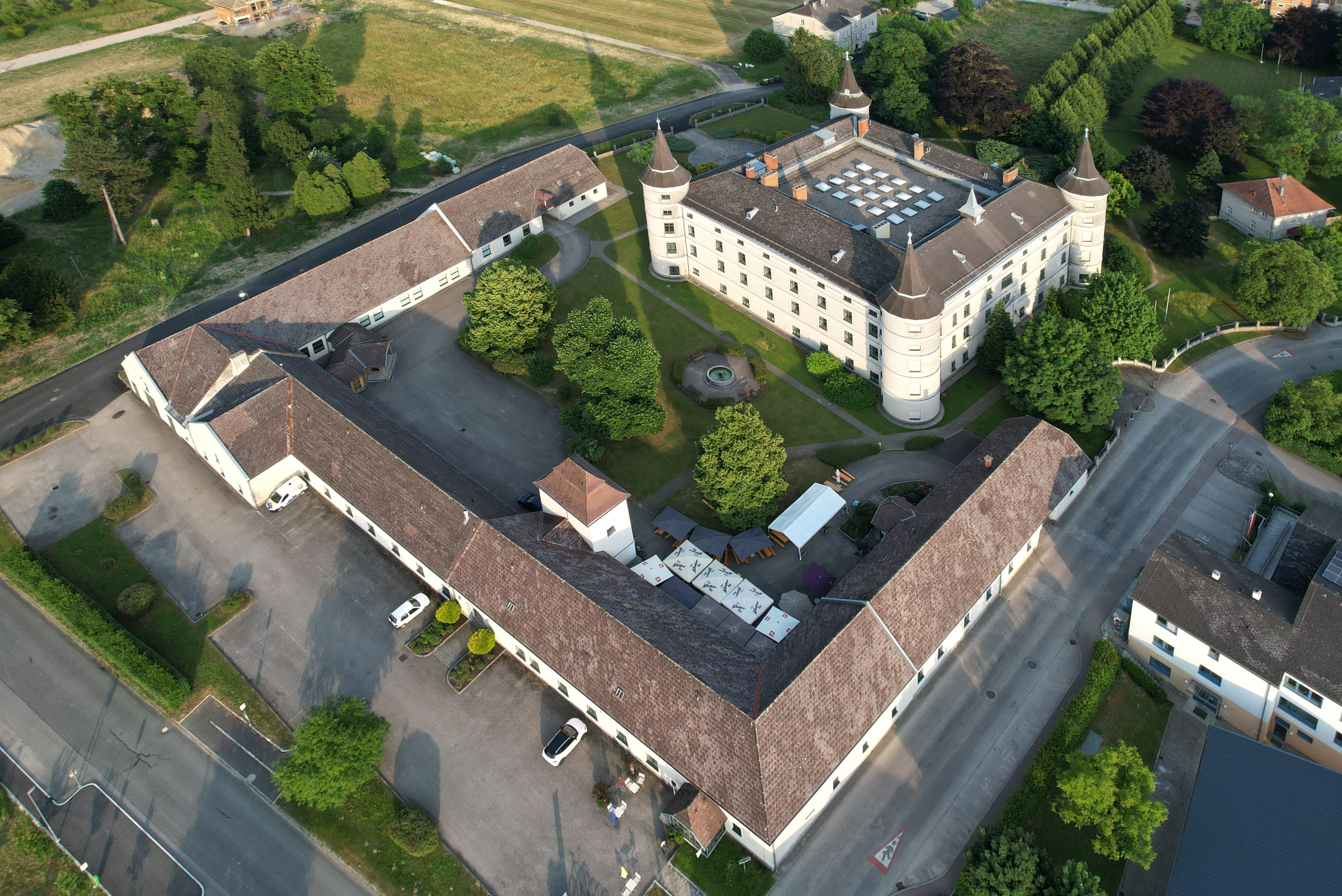
Schloss Wolfpassing, Luftaufnahme

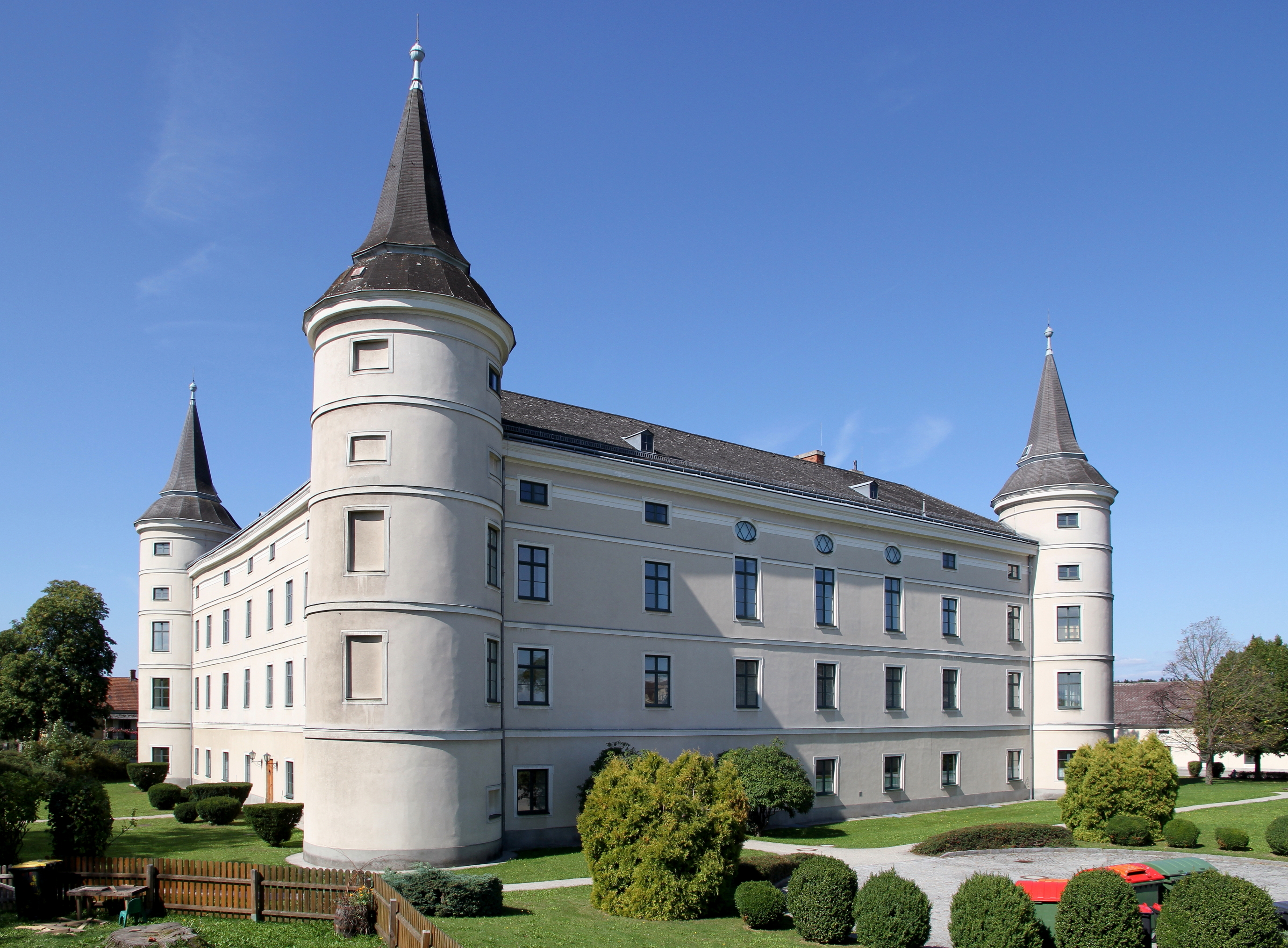
Schloss Wolfpassing

Das Schloss Wolfpassing ist ein Schloss in Wolfpassing im Bezirk Scheibbs in Niederösterreich.

## Geschichte
Der Vorgängerbau des Schlosses Wolfpassing kam 1635 an Sigmund Graf von Abensperg und Traun. Durch Erbschaft gelangte er an die Freiherren von Geymann, die die bereits im 16. Jahrhundert modernisierte Burg zum Schloss umbauten und bis 1723 besaßen. Danach erwarb es Leopold Karl Graf Zinzendorf, seine Söhne verkauften es 1747 dem mit ihnen verwandten Ernst Ferdinand Graf Auersperg. Kurz danach erhielt der Bau seine heutige Gestalt. Als Glück erwies sich die Heirat einer Auersperg-Tochter mit dem französischen General Karl Freiherr von Jaquinot, da das Gebäude und seine Besitzer während der Franzosenkriege keine Schäden erlitten. Als Kaiser Franz I. 1834 einige Auersperg-Schlösser für den k. k. Patrimonalfonds ankaufte, war auch Wolfpassing darunter. 1910 gab der Thronfolger Erzherzog Franz Ferdinand das Gut an das Verteidigungsministerium im Tauschweg gegen das Gut Blühnbach ab, ließ aber den Großteil des gepflegten Mobiliars in sein böhmisches Schloss Konopischt bringen.
Von 1928 bis 1930 erfolgte eine Adaptierung für die Unterbringung der neu gegründeten Molkereifachschule. Im Zuge der Privatisierung der Bundesanstalt für Milchwirtschaft und Gründung des Lebensmitteltechnologischen Zentrums Wolfpassing (LMTZ) im Jahr 2002 wurde 2004 das LMTZ Wolfpassing geschlossen.
Von Mitte 2009 bis Mitte 2013 war im Schloss die Lernwelt Wolfpassing, eine katholische Bildungseinrichtung, untergebracht.
Zwischen 2013 und 2018 wechselte das Schloss Wolfpassing mehrmals den Besitzer. Zurzeit befindet es sich im Besitz der HRH GmbH sowie zu zehn Prozent der Gemeinde Wolfpassing.
2018 bis 2020 produzierten in einer neu gegründeten Käsemanufaktor die Erlauftaler Käsewölfe mehrere regionale Käsesorten. Nach deren Insolvenz wurde der Produktionsstandort von der NÖM AG übernommen.
Von 2021 bis 2023 nutzte die Volksschule Steinakirchen das Schloss Wolfpassing als Ausweichquartier.

## Anlage
Das Schloss befindet sich am östlichen Ortsrand des Dorfes und ist eine barocke viergeschoßige Vierflügelanlage mit einem Arkadenhof, vorgestellten Ecktürmen und Walmdach.

## Dollfuß-Gedenken
Bundeskanzler Engelbert Dollfuß genoss in der Bevölkerung Wolfpassings als auch in den umliegenden Gemeinden ein hohes Ansehen, da er sich in den Jahren 1933 und 1934 mehrmals mit seiner Familie im Schloss Wolfpassing aufhielt. Ihm wurden am Areal des Schlosses Wolfpassing nach seinem Tod mehrere Erinnerungszeichen gewidmet. Auch in den umliegenden Gemeinden wurde er mehrfach geehrt (beispielsweise durch eine Ehrenbürgerschaft in allen 12 Gemeinden der Pfarre Steinakirchen oder einer Gedenktafel in der Nikolauskirche in Pyhrafeld).
Anlässlich des ersten Todestages von Bundeskanzler Engelbert Dollfuß wurde am 25. Juli 1935 eine ihm gewidmete Glocke in einem neu errichteten Glockenturm auf der Schlosskapelle Wolfpassing in Betrieb genommen.
Auf der im Schlosspark gelegenen Dollfuß-Villa ist zu Ehren des ehemaligen Bundeskanzlers Engelbert Dollfuß eine Gedenktafel angebracht:
„Bundeskanzler Dr. Engelbert Dollfuß Österreichs Führer und Märtyrerkanzler †25. Juli 1934. weilte im Sommer 1933 u. 1934 des öfteren in diesem Schlosse, um Ruhe und Erholung zu finden. Wolfpassing, 7. Nov. 1934.“
Am 29. Dezember 1935 wurde zu Ehren von Engelbert Dollfuß in der Schlosskapelle ein beinahe lebensgroßes Kirchenfenster feierlich eingeweiht.

## Führerglocke
Anlässlich des Verkaufs des Schlosses durch die Bundesimmobiliengesellschaft (BIG) an einen Linzer Unternehmer wurde 2013 im Glockenturm eine Glocke mit Hakenkreuz und folgendem Widmungstext entdeckt:
„Am 11.3.1938 befreite der Einiger und Führer aller Deutschen Adolf Hitler die Ostmark vom Joche volksfremder Bedrückung und führte sie heim ins Großdeutsche Reich.“
Diese Glocke war 1939 aus dem Metall der 1935 für den ermordeten Diktator Engelbert Dollfuß gestifteten Glocke gegossen worden. Laut Bundesdenkmalamt unterliegt die Glocke als Zubehör dem Denkmalschutz, es könne jedoch eine mahnende Tafel angebracht werden. Gegen die BIG wurde Anzeige „wegen Verdachts der Verbreitung von nationalsozialistischem Gedankengut“ eingebracht.
Nach der öffentlichen Diskussion wurde am Gebälk des Glockenturms eine Hinweisetafel mit folgender Inschrift angebracht:
„Diese Adolf Hitler gewidmete Glocke / wurde 1939 als Ersatz für eine Engelbert Dollfuß / gewidmete Glocke in diesem Turm angebracht / und dokumentiert die systematische Entfernung von Denkmalen des Ständestaates durch die / Nationalsozialisten nach dem Anschluss. / Sie wurde 2013 wieder entdeckt / und soll nun als immerwährendes Mahnmal / für den Schrecken des NS-Regimes/ an dieser Stelle belassen werden.“